# Telaranea plumulosa
Telaranea plumulosa là một loài rêu tản trong họ Lepidoziaceae. Loài này được (Lehm. & Lindenb.) Fulford miêu tả khoa học lần đầu tiên năm 1963.